# Tovarich
Tovarich is een Amerikaanse filmkomedie uit 1937 onder regie van Anatole Litvak. De film werd destijds uitgebracht onder de titel Towaritsj.

## Verhaal
Het koninklijk echtpaar wordt tijdens de bolsjewistische revolutie verdreven uit hun vaderland. Ze vestigen zich in Parijs en nemen daar de positie in van huisbedienden bij een welgestelde familie. Door hun voorname opvoeding kwijten ze zich onberispelijk van hun taak. Als ze worden herkend, worden ze geconfronteerd met grote verantwoordelijkheden.

## Rolverdeling
| Acteur            | Personage                             |
| ----------------- | ------------------------------------- |
| Claudette Colbert | Grootvorstin Tatiana Petrovna Romanov |
| Charles Boyer     | Prins Mikail Alexandrovitch Ouratieff |
| Basil Rathbone    | Commissaris Dimitri Gorotchenko       |
| Anita Louise      | Helene Dupont                         |
| Melville Cooper   | Charles Dupont                        |
| Isabel Jeans      | Fermonde Dupont                       |
| Morris Carnovsky  | Dubieff                               |
| Victor Kilian     | Gendarme                              |
| Maurice Murphy    | Georges Dupont                        |
| Gregory Gaye      | Graaf Frederic Brekenski              |
| Montagu Love      | Mijnheer Courtois                     |
| Renie Riano       | Mevrouw Courtois                      |
| Fritz Feld        | Martelleau                            |
| Heather Thatcher  | Lady Kartegann                        |
| May Boley         | Louise                                |